# E-Boda
E-Boda este o companie importatoare de electronice din România.
A fost fondată în anul 2003 și este deținută de Alexandru Drăgoiu (50%) și Honorius Prigoană, fiul omului de afaceri Silviu Prigoană, care controlează restul de 50% dintre acțiuni.

## Produse
În anul 2010, cele mai importante produse E-Boda erau televizoarele (în special cele cu tub cinescop), DVD playere, precum și MP3 și MP4 playere.
Produsele sunt importate în principal din China, Taiwan și Coreea de Sud și sunt comercializate prin retailerii Altex, Flanco, Carrefour, Metro, eMAG, dar și prin alte lanțuri de magazine mai mici.
În anul 2013, tabletele și smartphone-urile reprezentau 80% din cifra de afaceri a companiei.
Pe lângă acestea, compania mai comercializa și smartphone-uri dual SIM, rame foto digitale, DVD playere, MP3 & MP4 playere și cântare.

## Rezultate financiare
Număr de angajați în 2010: 20
Cifra de afaceri:
- 2009: 2,8 milioane euro[1]
- 2011: 3,4 milioane euro[2]
- 2012: 5,1 milioane euro[2]